# 紅庫特區

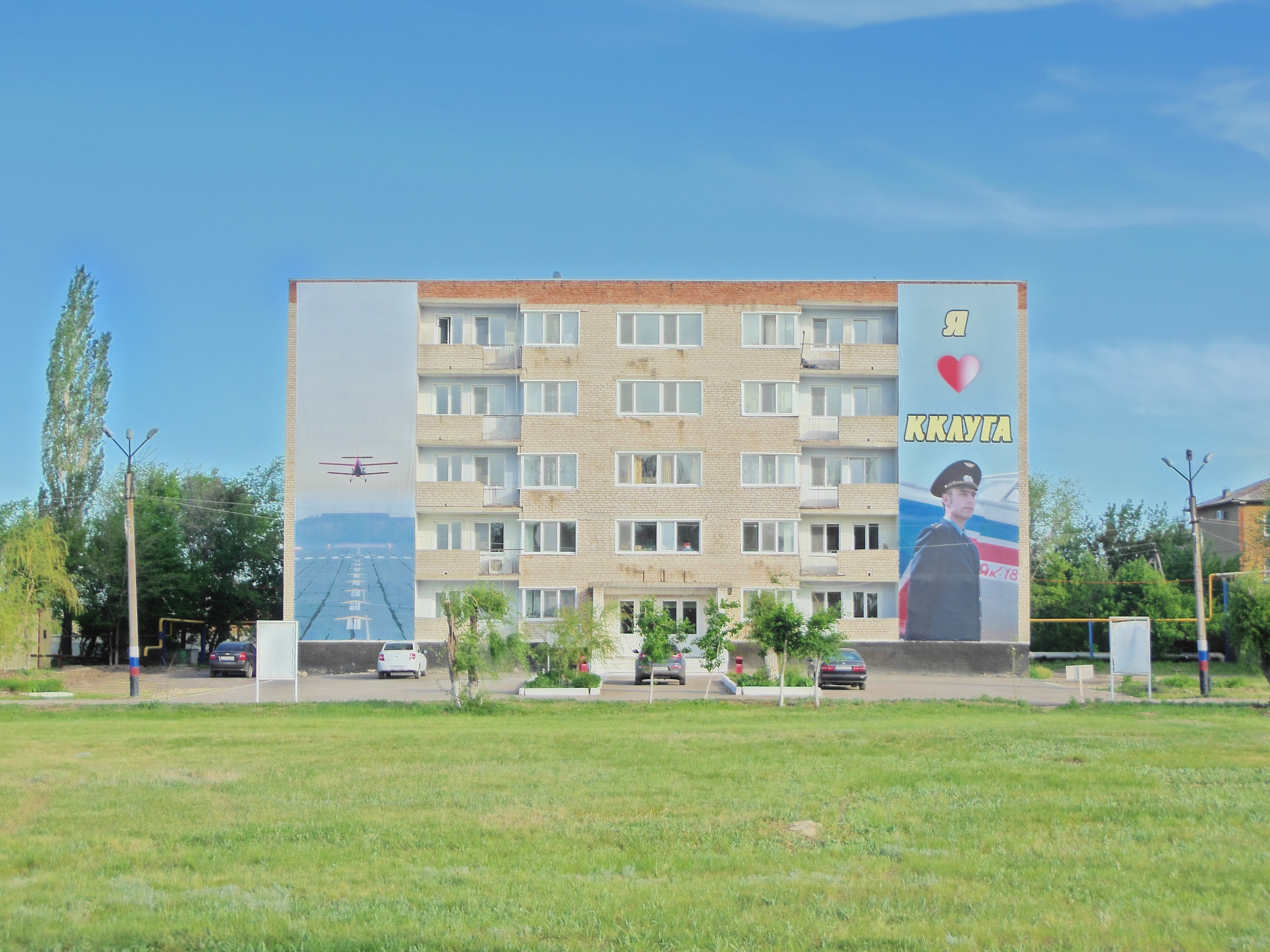

50°57′N 46°58′E / 50.950°N 46.967°E
紅庫特區（俄语：Краснокутский район），是俄羅斯的一個區，位於該國西南部，由薩拉托夫州負責管轄，面積2,900平方公里，2010年人口34,676，人口密度每平方公里11.96人。